# Nancy Shukri
Nancy binti Shukri (jawi : ننسي بنت شكري), née le 5 août 1961 à Kuching (Sarawak, Malaisie), est une femme politique malaisienne qui sert en tant que ministre des Femmes, de la Famille et du Développement communautaire depuis décembre 2022.

## Biographie
Nancy Shukri vient d'une famille d'origine britannique du côté de sa mère, Bibi McPherson. Son grand-père est d'origine écossaise et épouse une femme d'origine Iban-chinoise. Lors de l'invasion japonaise de la Malaisie, sa mère et son oncle sont cachés par une famille locale pour éviter d'être enlevés. Son grand-père est tué par les forces d'occupation. Du côté de son père, Shukri Mahidi, toute sa famille est originaire de Kuching. Elle est la dixième de onze enfants.
[style à revoir]possède un diplôme en administration publique de l'Universiti Teknologi MARA en 1985, puis un Bachelor of Laws de l'université de Hull (Royaume-Uni) en 1990 et enfin, un Executive Master en administration des affaires de l'université de l'Ohio en 1998.

## Carrière
Entre mars 2020 et novembre 2022, elle est ministre du Tourisme, de l'Art et de la Culture. En tant que ministre du Tourisme, elle met en place la promotion d'un certain type de tourisme de niche comme l'écotourisme pour attirer les jeunes voyageurs originaires du Moyen-Orient.
Lors des élections législatives de 2008, elle est élue au Parlement de Malaisie pour la circonscription de Batang Sadong au Sarawak, une circonscription très conservative et rurale. Après avoir réussi à conserver son siège lors des élections de 2013, elle est nommée Ministre au Cabinet du Premier ministre. Avant son élection, elle servait comme secrétaire politique du Ministre du Sarawak Tan Sri Abdul Taib Mahmud.
En décembre 2022, elle est nommée au poste de Ministre des Femmes, de la Famille et du Développement communautaire. Elle annonce avoir cinq objectifs à court terme : la formation des agents sociaux ; la stimulation économique pour les femmes marginalisées ; l'enregistrement via un QR code des personnes ayant un handicap ; accroitre les dépistages du cancer du col utérin et du cancer du sein et accroire les projets de lois contre le harcèlement sexuel.